# Urvillea ulmacea
Urvillea ulmacea är en kinesträdsväxtart som beskrevs av Carl Sigismund Kunth. Urvillea ulmacea ingår i släktet Urvillea och familjen kinesträdsväxter. Inga underarter finns listade i Catalogue of Life.